# 津軽中部広域農道
津軽中部広域農道（つがるちゅうぶこういきのうどう）は、青森県弘前市から西津軽郡鯵ヶ沢町に至る農道であり、“やなまみロード”という愛称がある。

## 概要
岩木山北麓に広がるりんご畑等を営む農家のために建設された。
弘前市中崎字平野付近で青森県道41号弘前環状線バイパスと連続、青森県道37号弘前柏線から分岐し、途中青森県道31号・青森県道35号五所川原岩木線・青森県道39号長平町森田線交差して、鯵ヶ沢町北浮田町で国道101号と交差、屏風山広域農道に連続する。
なお、途中急カーブや急坂があるものの、ほぼ平行する青森県道31号弘前鯵ケ沢線より道幅が広い。
道路を整備するにあたり、荼毘館遺跡（だびだていせき）および十腰内遺跡の縄文時代の遺跡発掘調査が行われている。

## 地理

### 交差する道路
- 青森県道41号弘前環状線（弘前市中崎）
- 青森県道37号弘前柏線（同上）
- 青森県道31号弘前鯵ケ沢線（弘前市独狐・同市貝沢・同市十面沢・鯵ヶ沢町小屋敷町の4箇所）
- 青森県道35号五所川原岩木線（弘前市高杉）
- 青森県道39号長平町森田線（鯵ヶ沢町長平町）
- 国道101号線（鰺ヶ沢町北浮田町）
- 津軽自動車道浮田IC（仮称・鰺ヶ沢町北浮田町）
- 屏風山広域農道（同上）